# Marstein fyr

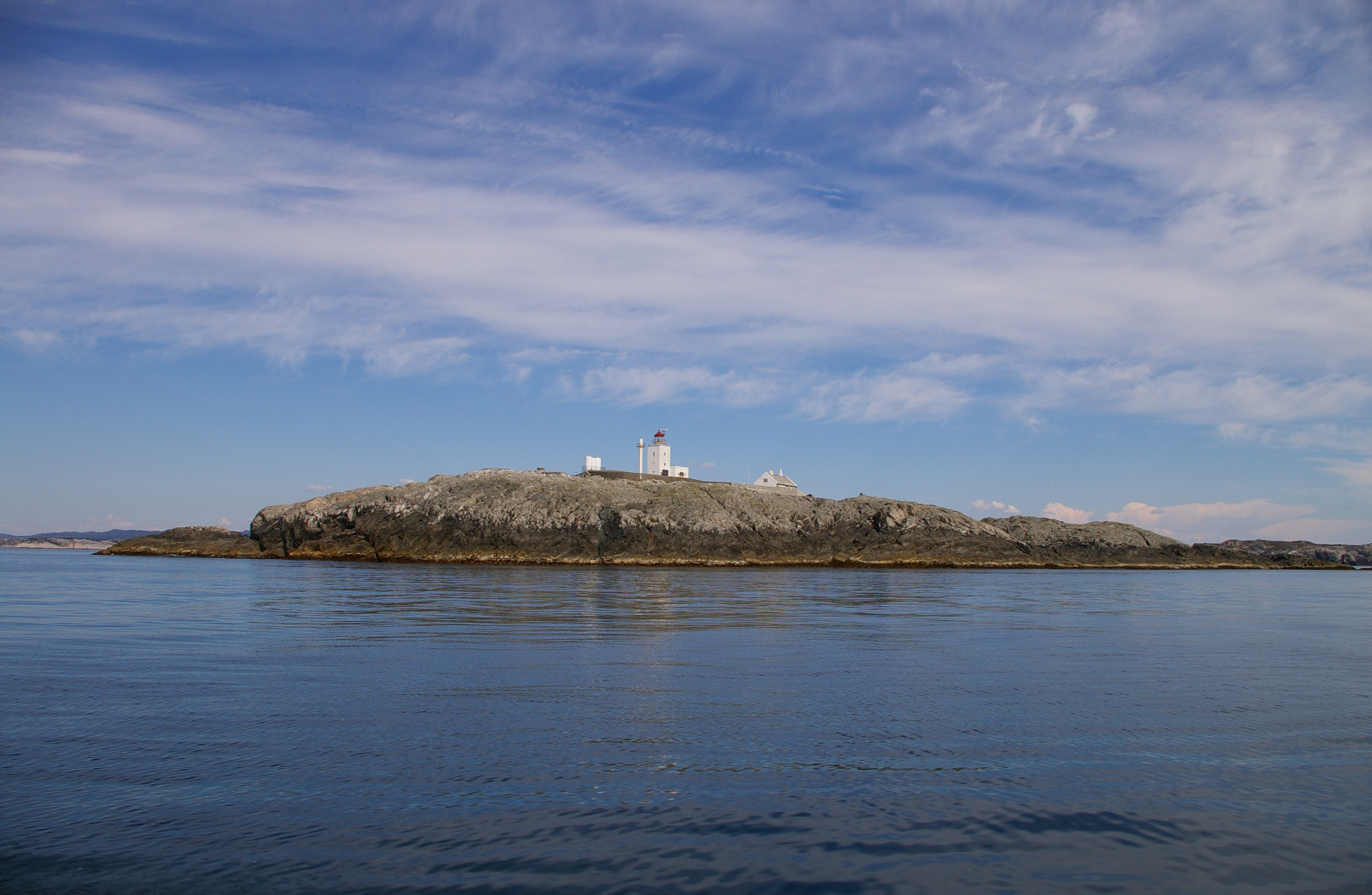
Store Marstein und der Leuchtturm Marstein, Sommer 2008

Marstein fyr ist ein seit 1877 betriebener Leuchtturm auf der kleinen Insel Store Marstein vor der Westküste Norwegens. Die Insel liegt auf der Südseite zur Einfahrt in den Krossfjord und gehört zur Kommune Austevoll im Fylke Vestland. Der Leuchtturm markiert die Einfahrt in den Krossfjord und somit die südliche Zufahrt nach Bergen und die nördliche Zufahrt zum Hardangerfjord.

## Der Leuchtturm
Der Leuchtturm, seit 2002 voll automatisiert und nicht mehr bemannt, ist 17 m hoch. Er ist aus Beton und Mauerwerk, hat einen quadratischen Grundriss und ist gekrönt von Laterne und Galerie. Ein niedriges Betriebsgebäude ist an den Turm angebaut. Das ehemalige Wärterhaus steht wenige Meter entfernt. Der Turm ist weiß gestrichen, das Dach der Laterne rot.
Das Leuchtsignal, einst ein rotierender weißer Strahl, heute ein weißer Blitz alle 10 Sekunden auf einer Feuerhöhe von 38 m über Mittelwasser, hat eine Lichtstärke von 840 000 cd und ist aus einer Entfernung von 17,5 Seemeilen sichtbar. Darunter erscheint, seit 1979, auf Feuerhöhe 29 m ein zweimal unterbrochenes rotes Licht.

## Geschichte
Der erste, oktogonale Leuchtturm wurde 1877 errichtet und am 1. Oktober des Jahres in Betrieb genommen. 1888 wurde seine Leuchtstärke erhöht, und 1915 wurde der Leuchtturm mit einem Nebelhorn ausgestattet, das noch bis 1993 in Betrieb war. 1923 wurde ein erster Funkpeilsender mit 50 Seemeilen Reichweite auf dem Marstein-Leuchtturm erfolgreich getestet. Der Leuchtfeuerwärter lebte mit seiner Familie auf der Insel.
Im Zweiten Weltkrieg wurde die Insel nach der deutschen Besetzung Norwegens von deutschen Truppen besetzt, die eine Batterie von acht Geschützen installierten. Dies führte zu zwei alliierten Bombenangriffen auf die Insel, am 25. Juli und am 1. August 1940, die erheblichen Schaden verursachten. Das Leuchtfeuer wurde während der Kriegsjahre nicht betrieben.
1949/50 wurde die gesamte Anlage, die während der Kriegsjahre durch die Bombardierungen und durch jahrelange Vernachlässigung stark gelitten hatte, von Grund auf erneuert. Der alte Turm wurde durch den heutigen ersetzt. Ein neues Wärterhaus wurde errichtet und die gesamte Anlage wurde mit einer schützenden Wellenbrechermauer aus Beton umgeben. Der Leuchtturm wurde nunmehr im Schichtbetrieb unterhalten, und es lebte keine Wärterfamilie mehr auf der Insel. 1987 wurde das Leuchtfeuer automatisiert, aber noch bis 2002 wechselten sich Leuchtfeuerwärter im Schichtbetrieb auf der Insel ab.
Am 11. Januar 2005 verursachte der Orkan Inga schwere Schäden. Die Brecher zerstörten die Wellenbrechermauer um die Anlage und verwüsteten das Wärterhaus. Der Leuchtturm selbst wurde nicht beschädigt, und Menschen waren an diesem Tage nicht auf der Insel.

## Heutige Nutzung der Gebäude

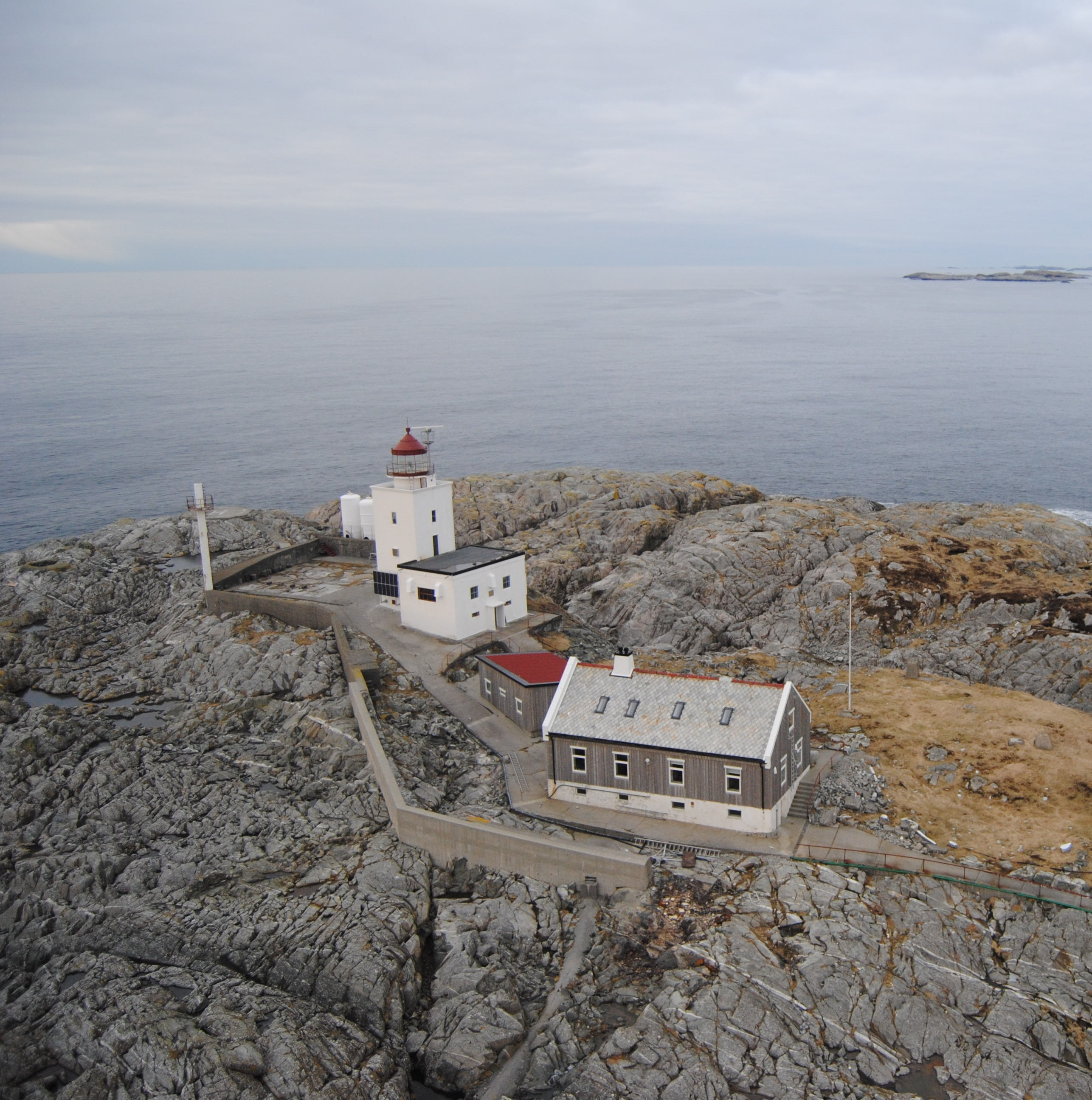
Leuchtturm und Wärterhaus

Nachdem das Wärterhaus wieder in Stand gesetzt und eine neue Brandungsschutzmauer mit moderner Stahlarmierung gebaut worden waren, wurde die Insel mit der gesamten Anlage im August 2006 der Kommune Austevoll übertragen; nur die Verantwortung für Wartung und Betrieb des Leuchtfeuers verblieb bei der Küstenverwaltung (Kystverket). Die Gemeinde und die norwegische Regierung stellten Mittel zur Verfügung, um den Ort touristisch zu erschließen und den Erhalt der Bauten dadurch zumindest teilweise finanzieren zu können. Im Jahre 2010 übernahm eine zu diesem Zweck von den Kommunen Austevoll und Sund und dem Unternehmer und ehemaligen Storting-Abgeordneten Magnus Stangeland gegründete Stiftung, die Stiftinga Marsteinen Fyr, die Verantwortung für Dock und Gebäude, um die Insel der Öffentlichkeit zugänglich zu machen, auch für Veranstaltungen und Konferenzen. Die drei wichtigsten Gebäude wurden vollständig renoviert und umgestaltet, so dass seitdem 22 Betten in 11 Zimmern sowie ein Konferenz- und Partyraum zur Verfügung stehen. In den beiden ersten Jahren, 2011 und 2012, betrieb die 2006 gegründete Austevoll Båt Og Cruise AS die Anlage und die Bootsverbindung zur Insel, zog sich dann aber angesichts der erheblichen Herausforderungen (zerstörter Anleger, Personalmangel) zurück.
Im Mai 2013 übernahm das etwa 10 km nordöstlich am Austefjord auf Sotra gelegene Panorama Konferenzhotel den Betrieb. Es ließ bereits im Frühjahr 2013 weitere Baumaßnahmen durchführen, einschließlich des Baus einer neuen Anlegebrücke. Da bei zu starkem Seegang ein Hubschrauber die einzige Option für Ab- bzw. Abreise ist, besteht auch ein Hubschrauberlandeplatz auf der Insel.